# Joel Ocampo Gorostieta
Joel Ocampo Gorostieta (* 21. August 1963 in El Paso de Tierra Caliente, Mexiko) ist ein mexikanischer Geistlicher und römisch-katholischer Bischof von Ciudad Altamirano.

## Leben
Joel Ocampo Gorostieta empfing am 15. April 1989 das Sakrament der Priesterweihe.
Am 2. April 2019 ernannte ihn Papst Franziskus zum Bischof von Ciudad Altamirano. Der Erzbischof von Morelia, Alberto Kardinal Suárez Inda, spendete ihm am 9. Juli desselben Jahres die Bischofsweihe; Mitkonsekratoren waren der Apostolische Nuntius in Mexiko, Erzbischof Franco Coppola, und der Erzbischof von Monterrey, Rogelio Cabrera López.